# Siladice
Siladice (deutsch Siladitz, ungarisch Szilád) ist eine Gemeinde im Westen der Slowakei, mit 647 Einwohnern (Stand 31. Dezember 2024), die zum Okres Hlohovec, einem Teil des Trnavský kraj gehört.

## Geographie
Die Gemeinde liegt im Donauhügelland am unteren Flussverlauf der Waag, bei der Mündung von Dudváh in den Fluss, 10 Kilometer nördlich von Sereď, 11 Kilometer südlich von Leopoldov und 15 Kilometer östlich von Trnava gelegen.

## Geschichte
Der Ort wurde zum ersten Mal 1113 in den Zoborer Urkunden als Saladicz schriftlich erwähnt. Damals gehörte Siladice zur Neutraer Abtei und den alten Urkunden nach lag auf dem linken Ufer der Waag anstatt dem heutigen rechten. Im Laufe der Jahrhunderte war der Ort im Besitz verschiedener Grundherren, unter anderem der Familie Sziládi in den Jahren 1490–1500 und Esterházy seit 1641. Siladice wurde 1663 bei einem türkischen Angriff verwüstet. Die erste Schule, damals römisch-katholische, wurde im Jahr 1856 gegründet. Die Bevölkerung war und ist überwiegend in der Landwirtschaft beschäftigt.

## Bevölkerung
| Jahr                | 1994 | 2004    | 2014    | 2024    |
| ------------------- | ---- | ------- | ------- | ------- |
| Anzahl der Personen | 637  | 620     | 670     | 647     |
| Unterschied         |      | −2,66 % | +8,06 % | −3,43 % |

| Jahr                | 2023 | 2024    |
| ------------------- | ---- | ------- |
| Anzahl der Personen | 656  | 647     |
| Unterschied         |      | −1,37 % |

Ergebnisse nach der Volkszählung 2001 (627 Einwohner):
| Nach Ethnie: - 99,68 % Slowaken - 0,32 % Tschechen | Nach Religion: - 68,90 % römisch-katholisch - 24,56 % evangelisch - 3,99 % konfessionslos |

## Bauwerke
- römisch-katholische barocke Kirche Allerheiligen aus dem Jahr 1749